# Beckiella cejansis
Beckiella cejansis är en kvalsterart som först beskrevs av Beck 1962.  Beckiella cejansis ingår i släktet Beckiella och familjen Dampfiellidae. Inga underarter finns listade.